# ادوارد نویمایر
ادوارد نویمایر (انگلیسی: Edward Neumeier؛ زادهٔ ۲۴ اوت ۱۹۵۷) کارگردان فیلم و فیلم‌نامه‌نویس اهل ایالات متحده آمریکا است.
از فیلم‌ها یا برنامه‌های تلویزیونی که وی در آن نقش داشته‌است می‌توان به سربازان سفینه اشاره کرد.